# 고추족
고추족은 가지과에 속하는 식물 분류군의 하나이다.

## 하위 분류
- 고추속